# Курапов, Николай Андреевич
Никола́й Андре́евич Кура́пов (род. 25 декабря 1949, Буньково, Новосибирская область) — Советник Президента Республики Башкортостан, Председатель Совета директоров ОАО «Башкирэнерго», Президент волейбольного клуба «Урал», Член Наблюдательного Совета хоккейного клуба «Салават Юлаев».

## Образование
Новосибирский электротехнический институт,
Всесоюзный заочный политехнический институт.

## Биография
- 1968—1973 — дежурный инженер подстанции, объединение «Башкирэнерго»
- 1975—1986 — начальник смены станции, начальник производственно-технического отдела ТЭЦ Башкирского биохимкомбината РЭУ «Башкирэнерго».
- 1986—1988 — начальник производственно-технического отдела, главный инженер Уфимской ТЭЦ-1 РЭУ «Башкирэнерго».
- 1988—1994 год — директор Уфимской ТЭЦ-4 ОАО «Башкирэнерго»
- 1994—2000 год — заместитель генерального директора по капитальному строительству ОАО «Башкирэнерго»
- 2000—2001 год — глава администрации Ленинского района г. Уфы.
- 2001—2001 — первый заместитель главы администрации г. Уфы.
- 2001—2009 — Генеральный директор ОАО «Башкирэнерго».
- 2009—2010 — Руководитель Администрации Президента Республики Башкортостан.
- с 2010 г. по наст. время — Советник Президента Республики Башкортостан.
- с 2012 г. — директор ООО «Башкирская компания малой когенерации»
- Избирался депутатом Государственного Собрания — Курултая Республики Башкортостан нескольких созывов.

20 ноября 2009 года покинул пост Председателя Федерации волейбола Республики Башкортостан, сохранив за собой должность президента ВК «Урал».
Почётные звания: «Заслуженный энергетик Российской Федерации», «Заслуженный работник ЕЭС России», «Заслуженный строитель Республики Башкортостан», «Заслуженный работник физической культуры Республики Башкортостан», награждён орденом «За заслуги перед Республикой Башкортостан» и орденом Салавата Юлаева.
В день своего 60-летия 25 декабря 2009 года Указом Президента Башкортостана за многолетний и добросовестный труд удостоен высшей награды республики — Почетной грамоты Республики Башкортостан, а также награждён Почётным знаком Государственного Собрания — Курултая Республики Башкортостан «За особый вклад в развитие законодательства Республики Башкортостан».